# Себри
Себри су били припадници потчињене класе у средњовековној Србији. Сам термин себар се почео масовније користити за време владавине цара Душана, а постоје различита тумачења око тога које категорије становништва су њиме биле обухваћене. Један део аутора је сматрао да су себри били целокупно неповлашћено становништво, укључујући и зависно становништво и становнике градова у унутрашњости Србије. Новије тумачење је да термин себри означава целокупно невластеоско становништво изузев становништва у градовима (трговаца и занатлија), који су сачињавали посебан сталеж.
У Душановом законику прецизно је одређен правни положај себара. Касније је појам себар постао синоним за сељачки или простачки. Оба назива, себри и Срби се помињу у Душановом законику и нису синоними.

## Подела
Према врсти односа и посла којим су се бавили, у сталеж себара су улазили:
- меропси — зависни земљорадници;[4]
- власи — зависни сточари;[5]
- сокалници и сеоске занатлије — такође зависно становништво, али са нешто мањим обавезама у односу на земљораднике;[6]
- отроци — најобесправљенији слој становништва, робови;[7]
- сеоско свештенство — које је само делом припадало себарском сталежу.[8]

### Меропси
Меропси су били зависни земљорадници у средњовековној Србији. За меропахе су се још користили и термини земљанин, Србљин, земљани људи, земаљски људи или само људи. С обзиром на господара, разликовале су се три врсте меропаха: владареви, властеоски и црквени. Највише сачуваних извора је остало о црквеним меропсима. Обавезе меропаха нису биле истоветне. Меропси су били обавезни да раде за свог господара и да му дају натуралну ренту. Теодор Тарановски наводи да су постојала три система за одређивање меропашких работа:
- количина земље коју су меропси морали да обраде;
- количина радног времена које су морали да проведу радећи за господара;
- систем дажбина.

Систем дажбина примењивао се у случајевима када је господарева парцела била мала, а уколико се радило о већој парцели, примењивана су друга два система. Споредне обавезе меропаха обухватале су поправљање градских зидина, чување страже на путевима и обезбеђивање смештаја и исхране за владара или феудалца у случају потребе.
С обзиром на различит положај меропаха, Душанов законик је покушао да унифицира њихове обавезе. Закоником су одређене следеће обавезе меропаха: да раде за господара 2 дана недељно, да му косе сено, окопавају виноград, да годишње дају „цареву перперу“ (новац) и да им се ништа више преко закона не одузима.
Меропах није смео да напусти земљу коју је обрађивао. Међутим, Законик им омогућава да се суде с господаром и царем уколико су захтеви господара у погледу рада и давања већи него што је прописано.

### Власи
У средњовековној Србији, власи су били номадско становништво које се бавило сточарством. Имали су исти статус као и меропси у погледу зависности од феудалног господара и везаности за њега, али су им обавезе биле другачије, што произилази из природе њиховог занимања.
Основна обавеза Влаха је била напасање господаревог стада. Поред ове обавезе, власи су такође морали давати дажбине у стоци, а морали су давати и посебну дажбину која се звала травнина. Травнина се спомиње и у члану 197. Душановог законика, који гласи: „којему властелину дође да зимује човек, да даје травнине од сто кобила кобилу, од сто оваца овцу с јагњетом и од сто говеда говече“. У случају потребе, власи су морали уступити своју стоку феудалном господару за превоз разних ствари. Власи који су напасали господарево стадо, примали су за то накнаду у стоци. Ова накнада звала се белег или месечина. Могуће је да су власи били у бољем положају од меропаха. Многи земљорадници су покушавали да промене занимање и да се баве сточарством. Феудалци су оваквој пракси покушавали стати на крај, из страха од осипања земљорадничке радне снаге.

### Сокалници и сеоске занатлије
Правни положај сокалника и сеоских занатлија није могуће тачно утврдити на основу доступних извора. Драгош Јевтић и Драгољуб Поповић наводе да су сокалници и сеоске занатлије имали обавезе исте врсте као и меропси, али и да су те обавезе биле мање по количини. Постоје различита мишљења о томе шта је тачно било занимање сокалника. Стојан Новаковић и Александар Соловјев су сматрали да су сокалници били послуга на великим имањима која је углавном радила кухињске послове, а да су временом добијали и друге дужности. Јевтић и Поповић наводе да су сокалници, поред тога што су се бавили пољопривредом, радили и неке стручне послове због којих су им смањиване обавезе у земљорадњи.

### Отроци
Отроци су били најобесправљенији слој становништва у средњовековној Србији. Члан 72. Душановог законика предвиђа да се „свакоме ко невољан дође на царев двор учини правда сем отроку властеоском“. Отроци су били предмет својине господара. Господар их је могао продати или дати у наслеђе. Постоје две одредбе у Душановом законику које пружају извесну заштиту отроцима и представљају ограничење својинског права над њима, то су члан 44. који забрањује давање отрока у мираз и члан 21. који забрањује да се лице хришћанске вере прода иновернику.
У стручној литератури је дуго времена постојао спор око тога да ли је положај отрока био сличан ропском. Противници ове тезе често цитирају члан 67. Душановог законика у којем се не прави разлика између отрока и меропаха у погледу обавеза према феудалцу, у случају када су отроци у једном селу заједно живели и радили са меропсима. Међу заговорницима тезе да су отроци робови био је и Теодор Тарановски. Драгош Јевтић и Драгољуб Поповић такође наводе да је положај отрока био „сасвим сличан ропском“.
Члан 46. Душановог законика предвиђа да отроке могу ослободити властелин (његов господар), властелинова жена и његов син.

### Сеоско свештенство
Сеоско свештенство је само делом припадало себарском сталежу. Члан 31. Душановог законика је дефинисао три врсте сеоских попова:
1. попови баштиници;
2. попови који држе „три њиве по закону“;
3. попови који држе више од три њиве.

Попови баштиници су били слободни и нису имали никаквих феудалних обавеза, тако да не припадају себарском сталежу. Уколико свештеници нису имали своју баштину, господар им је био дужан дати три њиве. Теодор Тарановски сматра да су ови свештеници били слободни од свих врста личног рада, али да су морали давати феудалном господару одређену ренту, што значи да су припадали себарском сталежу. Последња врста сеоских попова су били они који обрађују више од три њиве. За све преко законске три њиве били су дужни да раде, тако да им је положај био сличан положају меропаха.